# 충무시·통영군·고성군 (1988년 선거구)
충무시·통영군·고성군은 대한민국의 옛 국회의원 선거구이다. 당시 경상남도 충무시, 통영군, 고성군 지역을 관할했다.

## 역사
제13대 국회의원 선거를 앞두고 충무시·통영군·거제군·고성군 선거구에서 분리되면서 신설되었다.
1995년 1월, 충무시와 통영군이 통합되면서 통합 통영시가 신설되었다. 이에 제15대 국회의원 선거를 앞두고 통영시·고성군 선거구로 개편되었다.

## 역대 국회의원
| 선거   | 정당 | 정당       | 의원   |
| ------ | ---- | ---------- | ------ |
| 1988년 |      | 민주정의당 | 정순덕 |
| 1992년 |      | 민주자유당 | 정순덕 |

## 역대 선거 결과

### 대한민국 제13대 국회의원 선거
|  | 48.22% |

|  | 44.52% |

|  | 4.20% |

|  | 3.04% |

### 대한민국 제14대 국회의원 선거
|  | 57.59% |

|  | 29.85% |

|  | 6.82% |

|  | 3.31% |

|  | 2.41% |